# 피직스 투데이
《피직스 투데이》 (Physics Today)는 미국 물리학 협회에서 회원용으로 발간하는 잡지이다. 1948년 5월에 처음 발행되어 매월 발행된다. 미국물리학회를 비롯한 10개 물리학회의 회원에게 제공되는데, 비회원도 유료 연간 구독으로 이용할 수 있다.
이 잡지에서는 전문가가 작성한 개요 기사, 직원이 내부적으로 작성한 짧은 리뷰 기사를 통해 독자들에게 중요한 발전에 대해 알리고, 정치, 교육 및 기타 분야에서 과학계에 중요한 문제와 사건에 대해 논의하고 있다.

또한 물리학과 관련된 사건의 역사적 자원에 대해서도 제공한다. 이러한 예로 1980년대 스타워즈 프로그램의 물리학과 1950년대와 1970년대 중국과 소련의 물리학 상태를 폭로하는 것에 대해 논의하기도 하였다.
《저널 인용 보고서》에 따르면 저널의 2017년 피인용 지수는 4.370이다.

### 아카이브 컬렉션
- AIP Physics Today Division 기타 간행물, 1955-2006, 닐스보어 도서관 및 문서고
- AIP Physics Today Division 어윈 굿윈의 기록, 1983-1993, 닐스보어 도서관 및 문서고
- AIP Physics Today Division 기록, 1948-1971, 닐스보어 도서관 및 문서고
- AIP Physics Today Division 버트람 슈바르츠실트 노벨상 파일, 1954-2013, 닐스 보어 도서관 및 문서고